# Krautwurst
Krautwurst ist eine regionale Wurstspezialität aus Oberfranken und der angrenzenden nördlichen Oberpfalz, die Weißkohl (Kraut) enthält. Es handelt sich um eine streichfähige Kochwurst im Schweinedarm mit einem Leberanteil und einer Einlage aus frischem, gedünsteten Weißkohl, die geräuchert oder ungeräuchert angeboten wird. Der Krautanteil beträgt heute meist etwa 10 %, kann jedoch auch höher sein; das Kraut wird bei der Herstellung von Krautwürsten fein zerkleinert und „zerkocht“ und soll nur als Geschmackskomponente wahrnehmbar sein. Krautwurst wird in der Pfanne gebraten und mit Bratkartoffeln und Sauerkraut serviert, aber auch kalt genossen.
Darüber hinaus wird mit „Krautwurst“ auch eine bockwurstähnliche Brühwurst bezeichnet, die stark mit Majoran gewürzt ist.

## Zubereitung
Frischer Weißkohl wird fein zerkleinert, gedünstet, ausgepresst und mit Kesselbrühe aus der Wurstherstellung aufgegossen, gewürzt wird mit Majoran, Wacholder und Piment. Schweinefleisch wird zerkleinert, gebrüht und zusammen mit frischer Leber und dem Kohl gewolft, in Schweinedärme abgefüllt – teilweise auch in Gläser oder Konservendosen – und gebrüht. Frischware wird anschließend teilweise noch geräuchert.

## Verbreitung
Krautwurst ist ganzjährig erhältlich, wird jedoch insbesondere während der „Krautsaison“ von Oktober bis März von Schlachtern im Bamberger Land, in der Fränkischen Schweiz, in der Oberpfalz nordöstlich von Sulzbach-Rosenberg und im Steigerwald angeboten. Sie soll aus der Praxis entstanden sein, das Brühwurstbrät bei Fleischmangel mit Weißkohl zu verlängern, wird heute aber nicht mehr notwendigerweise aus dieser Motivation heraus produziert.